# Omar Faraj
Omar Faraj, né le 9 mars 2002 à Stockholm en Suède, est un footballeur international palestinien qui joue au poste d'avant-centre au Zamalek SC.

## Biographie

### En club
Né à Stockholm en Suède, Omar Faraj est formé par l'AIK Solna avant de rejoindre l'IF Brommapojkarna. Il signe son premier contrat professionnel avec ce club le 13 décembre 2019.
Le 18 mars 2021, Omar Faraj prolonge son contrat avec l'IF Brommapojkarna jusqu'en décembre 2023.
Le 6 août 2021, Omar Faraj rejoint l'Espagne pour s'engager en faveur du Levante UD, signant un contrat courant jusqu'en juin 2026. Il est dans un premier temps intégré à l'équipe réserve du club.
Faraj joue son premier match avec l'équipe première de Levante le 20 mai 2022, lors d'une rencontre de championnat face au Rayo Vallecano. Il entre en jeu à la place d'Alejandro Cantero et son équipe l'emporte par quatre buts à deux,.
Le 21 juillet 2022, Faraj est prêté au Degerfors IF jusqu'à la fin de l'année,.
En janvier 2023, Omar Faraj rejoint l'AIK Solna. Le transfert est annoncé dès le 27 octobre 2022. Il signe un contrat courant jusqu'en décembre 2026,.
Faraj inscrit son premier but pour l'AIK dès sa première apparition, le 18 février 2023, lors d'une rencontre de coupe de Suède face au Västerås SK FK. Titulaire, il permet à son équipe d'égaliser (1-1 score final).

### En sélection
Omar Faraj honore sa première sélection avec l'équipe nationale de Suède le 9 janvier 2023 contre la Finlande. Il entre en jeu et son équipe l'emporte par deux buts à zéro,,.